# ريتشارد فيسر
ريتشارد فيسر (بالهولندية: Richard Visser)‏ هو طاهي هولندي، ولد في عقد 1960.